# Семейные тайны
«Семейные тайны» — российский драматический телесериал 2001 года, снятый режиссёром Еленой Цыплаковой. В главных ролях снялись Юрий Беляев, Николай Добрынин, Оксана Мысина и Андрей Панин. Исполнительный продюсер проекта — Валерий Тодоровский.

## Сюжет
Вскоре после своего 60-летия глава крупного банка, олигарх Александр Николаевич Ермаков узнаёт, что ему осталось жить совсем немного, пока болезнь съедает его изнутри. Тогда Ермаков решает, что нужно разделить всё, что он заработал между своими четырьмя детьми — старшим сыном Кириллом, дочерью-адвокатом Татьяной, вторым сыном-наркоманом Славой и двухлетним сыном от второго брака. Воспользовавшись слабостью отца, дети буквально начинают войну за каждую долю огромного капитала.
Именно в этот момент происходит череда трагедий — убивают Славу, а затем и молодую жену Александра Николаевича, Катю. Под подозрением находится множество коллег и партнёров Ермакова, включая его собственную дочь Таню, которую вскоре отправляют на принудительное лечение в психиатрическую лечебницу. Вернувшийся при помощи целительницы Софии к жизни Александр Николаевич полон решимости исправить свои ошибки и собрать осколки того, что когда-то давно было любящей семьёй.

## Актёрский состав

### Главные роли
- Юрий Беляев — Александр Николаевич Ермаков, глава «Сервис-банка»
- Николай Добрынин — Кирилл Ермаков, старший сын
- Оксана Мысина — Татьяна Ермакова, дочь Ермакова
- Егор Бероев — Слава Ермаков, младший сын Ермакова
- Андрей Кузичев — Андрей Николаевич Добровольский, молодой муж Ольги
- Марина Могилевская — Ольга Владимировна Ермакова, бывшая жена Кирилла
- Андрей Халимон — Никита Ермаков, сын Кирилла и Ольги
- Сергей Чонишвили — Руслан Деев, возлюбленный Татьяны
- Андрей Панин — Максим Андреевич Савин, управляющий «Сервис-банка»
- Евгения Лютая — Катя Ермакова, молодая жена
- Александр Казаков — Горшков, водитель Ермакова-Старшего
- Наталья Аристова — Нина Деева, жена Руслана

### Также снимались
- Валерий Шалавин — Николай Григорьевич Лященко, сосед Кати
- Николай Стамбула — Роман Петрович, ростовщик Славы
- Саша Беляев — Дениска, сын Кати и Александра
- Надежда Маркина — Елена, подруга Ольги
- Василий Мищенко — следователь по делу убийства Славы и Кати
- Олег Лопухов — Костя, помощник следователя
- Дмитрий Шевченко — Геннадий Петрович Трухачёв, врач, друг Кирилла
- Юлия Рутберг — Анна Андреевна, врач-психиатр
- Михаил Петровский — Антон, друг Славы
- Елена Цыплакова — София, целительница
- Татьяна Шихова — Валентина, соседка Горшкова
- Маргарита Шубина — Лариса Рогозина, адвокат Андрея
- Кирилл Болтаев — Сергей
- Борис Дьяченко — главврач больницы, где лечился Ермаков
- Эрвант Арзуманян — нотариус Ермаковых
- Юлия Деллос — Марина, гувернантка Никиты
- Марина Ганчук — Инна Романовна, мать Андрея
- Ирина Шевчук — судья
- Александр Клюквин — участковый
- Армандс Нейландс-Яунземс — Юра
- Ян Цапник — Женя
- Ирина Беляева — Лера, медсестра в сумасшедшем доме
- Наталья Лоскутова — женщина из соцзащиты
- Алина Покровская — Наталья Валерьевна
- Ольга Берёзкина — секретарша Ирочка
- Андрей Андреев — бармен в «Свалке»
- Вера Воронкова — официантка в «Свалке»
- Вячеслав Гришечкин — Пономарёв, скандальный журналист
- Алиса Савинкова — Оленька, дочь Андрея и Ольги

## Съёмочная группа
- Режиссёр-постановщик: Елена Цыплакова
- Продюсеры: Валерий Тодоровский, Максим Коропцов, Илья Неретин
- Сценаристы: Алёна Званцова, Дмитрий Константинов, Сергей Сергеев, Андрей Самсонов, Вера Фёдорова, Владимир Чеботарёв (автор сюжета)
- Оператор-постановщик: Илья Дёмин
- Композитор: Дарин Сысоев

## Съёмки
В 2001 году Елена Цыплакова попробовала себя в жанре сериала, так как найти финансирование для серьёзного самостоятельного проекта оказалось невозможным. Все ситуации, которые играли актеры, разбирались с позиции христианских заповедей, нравственных законов. Как говорила сама Цыплакова: «Для меня самое главное, чего можно достичь посредством кино, — это вызвать у человека чувство покаяния».
Действие сериала происходит в Москве, где и велись основные съёмки.

## Музыка
Музыку к сериалу написал Дарин Сысоев — часть композиций он выложил на своём канале YouTube в августе 2020 года:
- «Титры»
- «Секреты»
- «Семейная»
- «Адажио»
- «София»
- «Звучит тревожная музыка»

## Список эпизодов
Сериал насчитывает 23 эпизода средней продолжительностью 45 минут. Продолжительность последнего эпизода составила 1 час 10 минут.
| Серия 1. Гости собираются в здании банка на празднование 60-летнего юбилея его главы — Александра Ермакова, который подозревает, что смертельно болен. Его старший сын бизнесмен Кирилл приводит на праздник свою жену, учительницу Ольгу, с которой он разводится. Ольга беременна и ждёт ребёнка от своего бывшего ученика Андрея, вместе с которым она и её сын от Кирилла живут в данный момент. Дочь Татьяна не уверена в себе из-за внешности, поэтому, привыкшая к комплиментам, которые сделаны только с определённой целью — подобраться к её отцу — она отвергает знакомого своего отца, Руслана. Младший сын, Слава, хочет быть подальше от семейных распрей и бизнеса и мечтает снимать кино, а пока держит ночной клуб под названием «Свалка». Тем временем, молодая жена Ермакова, Катя, делает оригинальный подарок — покупает участок земли на Луне. После подарка Славы — комедийной короткометражки, в которой раскрываются некоторые семейные и деловые тайны — Ермакову-старшему становится плохо. |
| Серия 2. Семья находит Александра без сознания, его отвозят в больницу. Там его врач сообщает Ермакову-старшему, что у него рак. Ольга готовится пойти в суд, чтобы получить долгожданный развод от Кирилла. Собрав семью, Ермаков сообщает, что он отходит от дел и делит свой капитал между членами семьи по 25 % каждому, однако умалчивает, что смертельно болен. Но каждый понимает, что их отец умирает. Слава пытается собрать компромат на Катю через Максима Савина. |
| Серия 3. Татьяна назначает встречу Руслану. Андрей сообщает родителям о том, что они с Ольгой собираются пожениться — эта новость вызывает у его матери острую негативную реакцию. Руслан отвергает Таню, и она сообщает ему, что теперь вопросы об инвестициях будет решать она. Кирилл решает помочь Славе в поисках компромата на Катю и обращается к своему бывшему однокласснику за помощью — он должен составить заключение эксперта о том, что Денис, сын Кати, не от Александра. Савин спрашивает у Александра Николаевича о своём будущем, и понимает, что для него ничего не изменится после ухода из банка Ермакова-Старшего. Руслан пытается завоевать Таню, а Кирилл и Слава посещают могилу своей матери Галины Васильевны. Таня даёт приказ Савину дать добро на проект Деева, а сама она вновь встречается с Русланом в ресторане. Ольга и Андрей собираются пойти расписаться в ЗАГС. Кирилл и Слава показывают фальшивое заключение экспертов своему отцу.                                           |
| Серия 4. Таня получает знаки внимания от Деева. Александр попросил Катю не приходить к нему. Однако когда Слава и Кирилл посещают отца, он просит их показать ей справку. Катя признаётся, что незадолго до свадьбы у неё был другой мужчина. Александр не хочет больше видеть свою жену. Андрей хочет уйти из архива и ищет новую работу. Ермаков-Старший соглашается на опасную операцию. Татьяна узнаёт от Савина, что Деев женат, и у него есть дети. Татьяна злится на братьев из-за их поступка относительно Кати. На Славу давят из-за денег. Андрей начинает втайне от Ольги работать на стройке. Слава обращается за помощью к ростовщику. Выясняется, что Андрей работает на Кирилла. |
| Серия 5. Катю с Денисом отправляют жить на дачу. Ермакову-Старшему делают операцию. Деев приглашает Таню на прогулку по конно-спортивному комплексу. Пока Александр находится в реанимации, нотариус сообщает, что долю Кати их отец отдал Кириллу. Кирилл увольняет секретаря своего отца, а Деев разрывается между своей женой и Таней. Андрея избивают на стройке, так как из-за него бригада лишилась премии. Ермаков приходит в себя. |
| Серия 6. Слава обращается за помощью к Тане в борьбе с Кириллом. Ольга узнаёт, что Андрей работал на стройке. После волнующего разговора с Андреем, у неё начинаются роды. Савин подслушивает разговор Славы и Таню, разоблачающий Кирилла. У Ольги родилась девочка. Жена Деева ревнует мужа. Катя подружилась со своим соседом по даче — отставным военным Лященко. Таня навещает отца. Савин рассказывает Кириллу о разговоре Славы и Тани. Кирилл решает давить на Таню, уговаривая объединиться против Славы и поддержать проект Деева. |
| Серия 7. Ольга умирает в больнице из-за осложнений после родов. Катя обращается в церковь. Друзья и родственники Ольги отправляются на похороны. Ермаков узнаёт, что Ольга скончалась. На поминках между Кириллом и Андреем происходит ссора. Таня ждёт Деева на ужин, а мужчина проводит время с другой. Слава понимает, что оказался в серьёзных неприятностях, а Таня — что любит Деева. |
| Серия 8. Андрей переживает смерть жены. Кирилл собирается забрать сына Никиту у Андрея и ищет гувернантку для неё. Слава устраивает скандал в СМИ, разоблачив махинации своего отца. Деев и Таня проводят вместе время. Опекунский совет собирается забрать дочь у Андрея. Понимая, что скоро умрёт, Ермаков уходит из больницы и едет в клуб Славы. |
| Серия 9. Нина узнаёт об измене мужа. Кирилл нанимает сыну молодую гувернантку Марину. Ермаков приезжает в офис. Сосед Кати рассказывает девушке о своей жизни. Ермаков говорит с Таней о Дееве. Нина приезжает к Тане — после разговора с ней Таня решает расстаться с Деевым. |
| Серия 10. Савин предлагает помощь Славе. Таня избегает Деева. Кирилл делает пожертвования детскому саду. Андрей съезжает с квартиры Кирилла. Никита подслушивает разговор гувернантки и узнаёт о смерти матери. Кирилл соблазняет Марину. Славу убивает неизвестный. |
| Серия 11. Таня и Кирилл решают не говорить отцу о смерти Славы. Водитель Ермакова предлагает отвести его к целительнице Софье. Ермаков отказывается куда-либо ехать и говорить с родными. Никита убегает из дома отца и направляется на поиски Андрея, у которого возникают проблемы с пожилой соседкой, вызвавшей милицию. Деев узнаёт о разговоре Тани и Нины. Кирилл увольняет Марину, узнав об исчезновении сына. Андрей находит Никиту на улице. |
| Серия 12. Никита не хочет жить с отцом. К Деевым приезжает отец Нины. Андрей ищет новую работу, пока Никита сидит с Олечкой. Савин занимается клубом. Таня хочет получить долю Славы. Катя тоскует по мужу, а Ермаков-Старший уходит в лес. Таня напивается и вызывает эскорта. Кирилл считает, что Савин убил Славу. |
| Серия 13. Отец Нины хочет увезти дочь и внуков из дома Деева. Руслан видит Таню с эскортом и признаётся женщине в любви. Савина вызывают на допрос в милицейский участок, выясняется, что Катя — его бывшая любовница. Между тем, Таня говорит Кириллу, что отказывается от доли Славы и узнаёт от брата, что его доля и клуб «Свалка» принадлежат Савину. Нина добивается близости с мужем. Кирилл приезжает поговорить с Катей. София начинает лечить Ермакова-Старшего. К Андрею приходит женщина из соцзащиты, после чего его вызывают в суд. |
| Серия 14. Андрей приходит в суд. Деев и Таня вынуждены взять перерыв в отношениях. Журналист Пономарёв пишет нелицеприятные статьи о Ермаковых и смерти Славы. Андрей говорит родителям о том, что Оля умерла. «Сервис-банк» даёт пресс-конференцию, куда приглашён Пономарёв. Савин крадёт алмаз, который Деев подарил Тане, и оставляет его на месте убийства Славы. Андрей просит родителей оформить временную опеку, но мать отказывается сделать это. Деев собирается уйти от жены, но остаётся ради детей. Катя звонит Тане, чтобы рассказать правду о Савине и назначает женщине встречу. Ермаков соглашается принять помощь от Софьи. |
| Серия 15. Таня приезжает на дачу и находит Катю мёртвой. В спешке уезжая, Таня попадает в аварию. Найдя Катю, Лященко забирает Дениса к себе. Таня приходит в себя в больнице, а Руслан ставит жене ультиматум. Идёт слушание по делу опеки над Олей. Таню допрашивают. Бывший одноклассник Ольги присылает адвоката Ларису, которая будет защищать интересы Андрея. Этим одноклассником оказывается Савин. Таню арестовывают по подозрению в убийстве Кати. |
| Серия 16. Руслана допрашивают после того, как найдена интимная фотография с ним и Катей. Таню отправляют в тюрьму. Кирилл забирает Дениса и отдаёт малыша в детский дом. Лариса находит другую квартиру для Андрея. Кирилл просит своего друга-врача выписать свидетельство о невменяемости Тани. Во время медосмотра Таня узнаёт, что беременна. Горшков узнаёт о смерти Кати, но не говорит об этом Ермакову. |
| Серия 17. Лариса всерьёз берётся за дело Андрея. София лечит Ермакова. Никита видит адвоката с Савиным. Кирилл говорит Дееву о том, что Таня больна — Деев напивается, а Таню переводят в сумасшедший дом. |
| Серия 18. Никита находит школьный альбом матери. Кирилл объявляет войну Савину. Лариса понимает, что Савин помогает Андрею с одной целью — лишить Кирилла наследника, отсудив право опеки над Никитой. Кирилл приказывает сделать аборт Тане. Нина собирается уйти от Руслана, но мужчина не позволяет это. Лященко начинает шантажировать Савина — он нашёл нож, которым была убита Катя. |
| Серия 19. Начинается новое слушание по делу Андрея. Таня имитирует эпилептический приступ, чтобы встретиться с Геной — она пытается подкупить его. Деев сближается с Ниной, а Ермакову становится лучше. Андрей получает опеку над Никитой и Олей. Ростовщик требует у Кирилла деньги, обещанные по векселю. Андрей переживает из-за того, что лишил Никиту права наследования. |
| Серия 20. Таня просит помощи у медсестры Леры — Таня звонит Руслану, а затем пытается сбежать из больницы, но её ловит Гена. Лященко угрожает Савину, а Гришенко вот-вот получит деньги. Ермаков находит газетную статью о смерти Кати. Кирилл лишается родительских прав, а затем его машина взрывается. Никита рассказывает Андрею про Савина. В результате взрыва Кирилл теряет зрение. Ермаков приезжает навестить сына. Лера умоляет Генадия не делать аборт Тане. |
| Серия 21. Таню готовят к аборту, но тут происходящее вмешивается Ермаков — её также освобождают из психиатрической лечебницы. Андрей пытается узнать правду у Ларисы. Ермаков забирает Дениску из детского дома. Следователи пытаются доказать причастность Савина к убийствам. Ермаков забирает дочь домой. Никита хочет навестить отца в больнице. Кирилл возвращает решающий пакет акций Ермакову-Старшему. |
| Серия 22. Никита навещает отца. Савин нанимает киллеров, чтобы убить Кирилла. Ермаков-Старший посещает могилу Кати. Никита решает остаться с Кириллом. Руслан просит разрешения у жены навестить Таню — в больнице Руслан узанёт, что Таня ждёт ребёнка. Александр забирает Кирилла домой. От Антона Ермаков узнаёт о секретном проходе в клубе. Лященко лишают денег. Руслан просит поддержки у жены, а Ермаков и Таня исследуют тайный проход. Кирилл признаётся отцу, что он купил справку о том, что Денис — не его сын. Лященко требует денег у Савина. |
| Серия 23. Савин узнаёт, что Кирилла выписали, а Ермакову гораздо лучше. Таня понимает, что Савин подставил её. Следователи наконец выходят на Савина. Ермаков встречается с Савиным и узнаёт всё о его планах. Савин бьет Ермакова по голове, а затем избавляется от ножа, выбросив его в реку. Петрович помогает Савину уехать из Москвы, но в аэропорту его арестовывают. «Сервис-банк» объявляет о банкротстве. Деев воссоединяется с женой. Андрей мирится с матерью. Из текста в титрах: Ермаков расплатился со вкладчиками и возглавил строительную фирму. Татьяна родила дочь Софию. Горшков женился на Валентине. |